# Robert Hardy
Robert Hardy, nato Timothy Sidney Robert Hardy (Cheltenham, 29 ottobre 1925 – Londra, 3 agosto 2017), è stato un attore britannico.
È stato un noto attore di cinema, teatro e televisione. Era anche un esperto di longbow.

## Biografia
Hardy è nato a Cheltenham, nel Gloucestershire, da Jocelyn Dugdale ed Henry Harrison Hardy, che era il preside del locale College. Frequentò la famosa Rugby School, dove si narra nacque il gioco del rugby e che fu frequentata da illustri personaggi come Lewis Carroll, Neville Chamberlain, Salman Rushdie e molti altri. Fu durante la rappresentazione dell'Enrico V che Hardy sviluppò un interesse nelle strategie militari medievali, questa passione fu tale da spingerlo a scrivere e realizzare un acclamatissimo documentario sulla battaglia di Azincourt.
Successivamente proseguì gli studi al Magdelen College dell'Università di Oxford dove, dopo l'interruzione per prestare il servizio militare nella Royal Air Force a Docking, conseguì il Bachelor of Arts con Honours Degree in Inglese. Al Magdelen College conobbe Richard Burton, con il quale ha stretto una forte amicizia. In un'intervista radiofonica per la BBC definì "squallida" la sua esperienza universitaria, in quanto il suo reale interesse era per la storia medievale. Conservò però ottimi ricordi dello studio di C. S. Lewis e di J. R. Tolkien.

## Carriera
Hardy iniziò come attore classico, interpretando Sicinio nel 1959 accanto a Laurence Olivier nel Coriolano, diretto da Peter Hall a Stratford-upon-Avon. In seguito apparve nell'Enrico V di Shakespeare sia a teatro sia nello sceneggiato televisivo An Age of Kings (1960), successivamente fu Coriolano in The Spread of the Eagle (BBC, 1963) e Sir Toby Belch per il BBC Television Shakespeare nel 1980.
Nel corso degli anni, Hardy ha recitato in numerosi ruoli anche televisivi. Il suo primo ruolo continuativo è stato nella parte dell'uomo d'affari Alec Stewart nella pluripremiata serie televisiva britannica The Trobleshooters per la BBC (1966-1970). Hardy ottenne ulteriore fama dalla sua interpretazione dell'ambiguo sergente dell'Abwehr Gratz nella serie di guerra Manhunt della London Weekend Television. Nel 1975 interpretò il principe Alberto nel serial televisivo di 13 ore Edoardo VII principe di Galles.
Grandissimo successo ebbe nell'interpretazione del veterinario Siegfried Farnon nella longeva serie Creature grandi e piccole (1978-1990), tratta dai racconti di James Herriot. Nella commedia della ITV Hot Metal (1986-88) Hardy interpretava due ruoli: quello del direttore di una rivista, Twiggy Rathbone (ispirato nemmeno troppo velatamente a Rupert Murdoch) e quello del suo sfruttato editore, Russell Spam.
Nel 1993 Hardy apparve nell'episodio "Twilight of the Gods" della serie Ispettore Morse nella parte di Andrew Baydon, un imprenditore di successo dall'oscuro passato di guerra. Nel 2002 interpretò l'eccentrico professor Neddy Welch nella co-produzione WTTV/WGBH Boston Lucky Jim, tratta da un racconto di Kingsley Amis. Nel 2010 Hardy recitò la parte di Sir Malcolm nell'episodio "Dark Matter" della serie Lewis.
Hardy detiene il "primato" per aver interpretato sia Winston Churchill che Franklin D. Roosevelt, entrambi in più di un'occasione. La principale interpretazione di Churchill la fece ne Le sconfitte di un vincitore: Winston Churchill 1928-1939 (1981), per il quale vinse il premio BAFTA; ulteriori interpretazioni furono in Un messaggio dagli spiriti, Bomber Harris e Ricordi di guerra. Recitò invece nella parte di Roosevelt nella serie BBC Bertie and Elizabeth e nella mini-serie francese Le Grand Charles sulla vita di Charles de Gaulle.
Sul grande schermo ha recitato con Richard Burton nel celebre La spia che venne dal freddo (1965). Successivamente ha interpretato il Ministro della Magia Cornelius Caramell nel secondo (2002), terzo (2004), quarto (2005) e quinto (2007) capitolo della saga di Harry Potter.
In radio ha interpretato Lord Malan in His Master's Voice.
Sempre in radio, la sua interpretazione vocale di Robin Hood in Tale Spinners For Children, un LP degli anni Sessanta, è considerata tra le migliori interpretazioni di Robin Hood di sempre. La sua voce fu anche quella di D'Artagnan ne I tre moschettieri e quella di Frédéric Chopin in The Story of Chopin.

## Vita privata
Nel 1952 si è sposato con Elizabeth Fox (figlia di Sir Lionel Fox), dalla quale ha divorziato nel 1956: da questo matrimonio è nato il figlio Paul. Nel 1961 ha sposato la costumista Sally Pearson (figlia di Gladys Cooper e cognata di Robert Morley) dalla quale ha divorziato nel 1986: da questo matrimonio sono nate Emma e Justine. Hardy era amico intimo dell'attore Richard Burton, che aveva conosciuto a Oxford. Al Cheltenham Literature Festival del 2012 raccontò alcuni ricordi della loro amicizia durante i tempi di guerra e lesse degli estratti del diario di Burton, appena pubblicato.
Durante l'interpretazione dell'Enrico V di Shakespeare, Hardy cominciò ad interessarsi di guerre medievali ed in seguito scrisse e presentò in televisione un documentario di successo con soggetto la battaglia di Azincourt, avvenuta durante la guerra dei cent'anni. In questa battaglia gli inglesi per l'ultima volta usarono il longbow (letteralmente "arco lungo"), che si rivelò fondamentale per supplire all'inferiorità numerica in battaglia, in uno scontro di una certa portata. Hardy è un riconosciuto esperto di quest'arma: ha scritto due libri sul longbow, Longbow: A Social and Military History e The Great Warbow; From Hastings to the Mary Rose con Matthew Strickland. È stato uno degli esperti consultati dagli archeologi che hanno studiato la Mary Rose.
Dal 1988 al 1990 è stato Maestro della Venerabile Compagnia di Bowers della Città di Londra. Nel 1996 è stato eletto a membro della Society of Antiquaries of London. Nel febbraio del 2013 si incrinò le costole a seguito di una caduta e fu costretto a rinunciare suo ruolo di Winston Churchill nella commedia The Audience di Peter Morgan.

### Morte
Muore il 3 agosto 2017 a Londra all'età di 91 anni.

## Riconoscimenti
Nel 1981 Robert Hardy è stato insignito del titolo di Commendatore dell'Ordine del Impero Britannico.

## Filmografia parziale

### Cinema
- Inferno sul fondo (Torpedo Run), regia di Joseph Pevney (1958)
- La spia che venne dal freddo (The Spy Who Came in from the Cold), regia di Martin Ritt (1965)
- Come ho vinto la guerra (How I Won the War), regia di Richard Lester (1967)
- Il cerchio di sangue (Berserk!), regia di Jim O'Connolly (1967)
- L'assassino di Rillington Place n. 10 (10 Rillington Place), regia di Richard Fleischer (1971)
- Gli anni dell'avventura (Young Winston), regia di Richard Attenborough (1972)
- Demoni della mente (Demons of the Mind), regia di Peter Sykes (1972)
- La scala della follia (Dark Places), regia di Don Sharp (1973)
- Psychomania, regia di Don Sharp (1973)
- L'uomo che non seppe tacere (Le Silencieux), regia di Claude Pinoteau (1973)
- Gawain and the Green Knight, regia di Stephen Weeks (1973)
- Lo schiaffo (La Gifle), regia di Claude Pinoteau (1974)
- Operazione cane giallo (Yellow Dog), regia di Terence Donovan (1976)
- Battuta di caccia (The Shooting Party), regia di Alan Bridges (1985)
- Paris by Night, regia di David Hare (1988)
- La festa di mezzanotte (A Feast at Midnight), regia di Justin Hardy (1994)
- Frankenstein di Mary Shelley (Frankenstein), regia di Kenneth Branagh (1994)
- Ragione e sentimento (Sense and Sensibility), regia di Ang Lee (1995)
- La signora Dalloway (Mrs Dalloway), regia di Marleen Gorris (1997)
- The Tichborne Claimant, regia di David Yates (1998)
- Il barbiere di Siberia (Sibirskiy tsiryulnik), regia di Nikita Sergeevič Michalkov (1998)
- Pantaloncini a tutto gas (Thunderpants), regia di Peter Hewitt (2002)
- Harry Potter e la camera dei segreti (Harry Potter and the Chamber of Secrets), regia di Chris Columbus (2002)
- The Gathering, regia di Brian Gilbert (2003)
- Harry Potter e il prigioniero di Azkaban (Harry Potter and the Prisoner of Azkaban), regia di Alfonso Cuarón (2004)
- Making Waves, regia di Nicholas van Pallandt (2004)
- Harry Potter e il calice di fuoco (Harry Potter and the Goblet of Fire), regia di Mike Newell (2005)
- Lassie, regia di Charles Sturridge (2005)
- Goodbye Mr. Snuggles, regia di Jonathan Hopkins – cortometraggio (2006)
- Harry Potter e l'Ordine della Fenice (Harry Potter and the Order of the Phoenix), regia di David Yates (2007)
- Framed, regia di Jon Kirby (2008)
- Old Harrym regia di Benjamin Johns – cortometraggio (2009)
- Joseph's Reel, regia di Michael Lavers – cortometraggio (2015)
- In Familia, regia di James Murray – cortometraggio (2017)
- Snapshot Wedding, regia di Raza Mallal (2017)

### Televisione
- Othello, regia di Tony Richardson – film TV (1955)
- David Copperfield – serie TV (1956)
- Lancillotto – serie TV, 1 episodio (1957)
- The Buccaneers – serie TV, 1 episodio (1957)
- Twelfth Night – film TV (1957)
- The Veil – miniserie TV (1958)
- A Midsummer Night's Dream – film TV (1959)
- Buckskin – serie TV, 1 episodio (1959)
- General Electric Theater – seri TV, 1 episodio (1959)
- Rashomon – film TV (1961)
- The Dark Island – serie TV, 4 episodi (1962)
- Somerset Maugham Hour – serie TV, 1 episodio (1962)
- It Happened Like This – serie TV, 1 episodio (1962)
- The Spread of the Eagle – miniserie TV (1963)
- The Stalls of Barchester – film TV (1971)
- The Incredible Robert Baldick: Never Come Night – film TV (1972)
- The Gathering Storm – film TV (1974)
- Caesar and Claretta – film TV (1975)
- The Secret Agent – film TV (1975)
- Bill Brand – serie TV, 1 episodio (1976)
- Supernatural – miniserie TV (1977)
- Mrs. Columbo – serie TV, 4 episodi (1979)
- La dodicesima notte (Twelfth Night) – film TV (1980)
- The Pied Piper of Hamelin – cortometraggio TV - voce (1981)
- Le sconfitte di un vincitore: Winston Churchill 1928-1939 (Winston Churchill: The Wilderness Years) – miniserie TV (1981)
- The Far Pavilions – miniserie TV (1984)
- Le Piccanti avventure di Robin Hood (The Zany Adventures of Robin Hood) – film TV (1984)
- Jenny's War – film TV (1985)
- Shades of Darkness – serie TV, 1 episodio (1986)
- Screen Two – serie TV, 1 episodio (1987)
- The Death of a Heart – film TV (1987)
- Marcus Welby, M.D.: A Holiday Affair – film TV (1988)
- Bomber Harris – film TV (1989)
- Ricordi di guerra (War and Remembrance) – serie TV, 12 episodi (1988-1989)
- Middlemarch – miniserie TV (1994)
- Look at the State We're In – miniserie TV (1995)
- Bramwell II – miniserie TV (1996)
- Castle Ghosts of Ireland – documentario (1996)
- I viaggi di Gulliver (Gulliver's Travels), regia di Charles Sturridge – miniserie TV (1996)
- The People's Passion – film TV (1999)
- Nancherrow – miniserie TV (1999)
- L'ispettore Barnaby (Midsomer Murders) – serie TV, episodio 2x03 (1999)
- Justice in Wonderland – film TV (2000)
- Il magico mondo delle favole (The 10th Kingdom) – miniserie TV (2000)
- Il mondo perduto (The Lost World) – film TV (2001)
- Shackleton, regia di Charles Sturridge – miniserie TV (2002)
- Bertie and Elizabeth – film TV (2002)
- The Falklands Play – film TV (2002)
- Foyle's War – serie TV, 1 episodio (2002)
- Lucky Jim – film TV (2003)
- Spooks – serie TV, 1 episodio (2003)
- Death in Holy Orders – miniserie TV (2003)
- Miss Marple (Agatha Christie's Marple) – serie TV, episodio 2x04 (2006)
- Le Grand Charles – serie TV, 1 episodio (2006)
- Little Dorrit – miniserie TV (2008)
- Margaret – film TV (2008)
- Lewis – serie TV, 1 episodio (2010)
- Churchill: 100 Days That Saved Britain, regia di Marion Milne – film TV (2015)

## Teatro (parziale)
- Macbeth di William Shakespeare. Shakespeare Memorial Theatre di Stratford-upon-Avon (1948)
- Molto rumore per nulla di William Shakespeare. Shakespeare Memorial Theatre di Stratford-upon-Avon (1949)
- Sogno di una notte di mezza estate di William Shakespeare. Shakespeare Memorial Theatre di Stratford-upon-Avon (1949)
- Cimbelino di William Shakespeare. Shakespeare Memorial Theatre di Stratford-upon-Avon (1949)
- Otello di William Shakespeare. Shakespeare Memorial Theatre di Stratford-upon-Avon (1949)
- Enrico VIII di William Shakespeare. Shakespeare Memorial Theatre di Stratford-upon-Avon (1949)
- Misura per misura di William Shakespeare. Shakespeare Memorial Theatre di Stratford-upon-Avon (1950)
- Giulio Cesare di William Shakespeare. Shakespeare Memorial Theatre di Stratford-upon-Avon (1950)
- Riccardo II di William Shakespeare. Shakespeare Memorial Theatre di Stratford-upon-Avon (1951)
- Enrico IV, parte I e II di William Shakespeare. Shakespeare Memorial Theatre di Stratford-upon-Avon (1951)
- Enrico V di William Shakespeare. Shakespeare Memorial Theatre di Stratford-upon-Avon (1951)
- Coriolano di William Shakespeare. Old Vic di Londra (1953)
- Amleto di William Shakespeare. Old Vic di Londra (1953)
- La dodicesima notte di William Shakespeare. Old Vic di Londra (1953)
- La tempesta di William Shakespeare. Old Vic di Londra (1953)
- Re Giovanni di William Shakespeare. Old Vic di Londra (1953)
- La bisbetica domata di William Shakespeare. Old Vic di Londra (1954)
- Pene d'amor perdute di William Shakespeare. Old Vic di Londra (1955)

## Doppiatori italiani
Nelle versioni in italiano delle opere in cui ha recitato, Robert Hardy è stato doppiato da:
- Sandro Pellegrini in Harry Potter e la camera dei segreti, Harry Potter e il prigioniero di Azkaban, Harry Potter e il calice di fuoco, Harry Potter e l'Ordine della Fenice
- Dario Penne in Ragione e sentimento, Castle Ghosts of Ireland
- Cesare Barbetti in La spia che venne dal freddo
- Giancarlo Padoan in La dodicesima notte
- Luciano De Ambrosis in Le piccanti avventure di Robin Hood
- Dante Biagioni in Frankenstein di Mary Shelley
- Giulio Platone ne La duchessa di Duke Street
- Adolfo Fenoglio in Ricordi di guerra (ridoppiaggio)